# Горно Езерово
Горно Езерово е квартал на град Бургас, разположен на запад от града, в близост до жилищен комплекс Меден рудник. Намира се на брега на Бургаското езеро.
През месец септември 2009 година Дирекцията за национален строителен контрол издава заповед за премахване на незаконното циганско гето в квартала. Мотивите за премахване са липса на собственост върху имота, върху който са изградени строежите, т.е. те са строени безразборно върху заграбени частни и общински парцели. Впоследствие около 100 цигани остават без дом, след което се изселват от квартала.
През 2012 година трябва да започне строежа на канализационна мрежа за събиране и отвеждане на битовите и дъждовните отпадъчни води, каквато липсва. Проекта на стойност 11 200 000 лева включва и обновяването на цялостната водопроводна мрежа на квартала.
Хората се изхранват с отглеждането на земеделски култури и животни. Някои от по-младото поколение са се насочили към развитието на собствен бизнес.
Забележителността е предимно езерото, където се срещат черни и бели лебеди, патки и риба. Въпреки незаконният риболов, хората масово ловят риба. Забранен е строежа на вили в квартала заради страхотната природа. На ул. „Дружба“, № 26 се намира „Читалище Васил Левски“ което е създадено през 1937 г. и оттогава то е център на духовна култура и просвета и пазител на народните традиции. Всички културни и обществено – значими събития се провеждат в читалището. Всяка година с цветя, стихове, песни и преклонение читалище и училище отбелязват тържествено годишнината на своя патрон – Васил Левски.
Преобразяват училището на квартала през 2012 г. с 2 млн. лв. Построена изцяло нова сграда на три етажа. До втория и третия етаж се стига със стълбище и асансьор. Засадяват се 31 нови дървета в двора на училището. Те са от вида бяла бреза, явор, албиция, кедър и испанска ела. Броят на декоративните храсти и листопадните декоративни растения е около 500.

## География
Кварталът се намира на 10 km западно от центъра на град Бургас. В северна посока, отвъд езерото се намира кв. Долно Езерово. На запад от Горно Езерово се намира прабългарският пограничен вал „Еркесия“, недалеч от квартала се намира Кариера Горно Езерово. Населението на квартала е 2734 души към 2017 г.

## История
Запазени са сведения за местните нрави от 1935 г., които свидетелстват, че Горно Езерово е било черкезко село преди Освободителната война..

## Транспорт
Кварталът се обслужва от 3 линии на градския транспорт:
- Автобус № 8
- Автобус № 81
- Автобус № 82

## Култура
Традиция става тържественото честване на празника на Горно Езерово Св. св. Константин и Елена.